# 秦大魚
秦 大魚（はた の おおな）は、奈良時代の官人。氏姓は秦前忌寸のち秦忌寸。官位は外従五位下・下野守。

## 経歴
天平2年（730年）従七位下・尾張少目であったとの記録がある。天平12年（740年）正六位上から外従五位下に昇叙され、のち翌天平13年（741年）三河守、天平18年（746年）下野守と、聖武朝において地方官を歴任した。
『続日本紀』の記述では、大魚の氏姓は三河守任官時は秦前（忌寸）であるが、下野守任官の際は秦（忌寸）となっており、この間に改姓したものと考えられる。

## 官歴
注記のないものは『続日本紀』による。
- 天平2年（730年） 12月：見従七位下尾張少目、勲十二等[2]
- 時期不詳：正六位上
- 天平12年（740年） 11月21日：外従五位下
- 天平13年（741年） 12月10日：三河守
- 時期不詳：秦前忌寸姓から秦忌寸姓に改姓
- 天平18年（746年） 9月1日：下野守